# チオグリコレート培地
チオグリコレート培地（チオグリコレートばいち、英: thioglycollate broth）とは主に種々の微生物の酸素要求量の鑑別に利用される多目的富栄養の鑑別培地の一つ。酸素濃度に応じて培地中のチオグリコレート塩は減少する。培地の酸素濃度は表面から離れるほど減少する。チオグリコレート培地では好気性、嫌気性、微好気性、通性嫌気性の区分に応じて種々の位置で増殖する。例えば、クロストリジウム属はチオグリコレート培地の下部でのみ増殖する。酸素の存在は培地のピンク色の変化として示される。